# 98A式反坦克火箭筒
PF-98A式120毫米反坦克火箭筒（英語：PF-98A，以下简称为PF-98A）是一款由中国北方工业公司為了中国人民解放军（以下简称为解放軍）所研製和生產的120毫米口徑反坦克火箭筒系統，是PF-98的现代化改进型，发射专用的120毫米火箭弹。

## 歷史
针对自PF-98投入部队使用后所暴露出的缺点，中国军工技术人员对PF-98进行了十余次改进，改进的重点是简易火控功能的完善以及系统的整体减重。通过进一步降低质量，改进火控系统性能，优化微光瞄准镜，重新设计连用型火箭脚架等措施，使该武器的性能得到大幅提升。改进型火箭筒于2006年正式定型了PF-98A式120毫米反坦克火箭筒，并交付给解放军部队使用。

## 設計細節
PF-98A式120毫米反坦克火箭筒的基本结构组成与PF-98相同，分为发射筒、脚架、瞄准装置及附件四大部分，其优化与改进之处在这四大部分中均有体现。

### 发射筒
PF-98A的发射筒各组成部分与原PF-98基本相同，但进行了许多改进。
两者在外观上的最大区别是，前、后护罩的形状由原PF-98圆形改为多边形，并且增加直径和厚度。多边形护罩不仅扩大了对使用者的防护范围，而且发射筒在放置到地面时不易滚动，以便于使用者操作。
瞄准装置固定器由原PF-98的插轴式结构改为燕尾槽式结构，减小了瞄准装置固定器的质量；而且燕尾槽式结构比插轴式结构操作简单，定位准确，更便于安装和撤收。
击发机的保险装置由PF-98的按压式保险栓改为拨动式的保险手柄，并增设有红色解脱保险标记和白色保险标记，以便使用者辨识，操控击发机的状态。
此外，PF-98A的火箭发射筒筒口帽与筒尾罩之间以连接绳和挂钩连接在一起，以便于安装和拆卸，同时解决了安装上筒口帽后继续安装筒尾罩时，经常出现了筒口帽随着安装筒尾罩的动作被发射筒内的压缩气体顶出去的问题。安装时，将连接绳一端的挂钩钩住筒口帽，并将连接绳放入发射筒内，从发射筒尾部拉出连接绳，然后将连接绳末端的挂钩钩在筒尾罩上，安装好筒口帽后，即可安装筒尾罩。由于连接绳将筒口帽和筒尾罩连接在一起，所以在安装筒尾罩时，筒口帽不会被发射筒内的压缩气体顶出去。
连用型PF-98A的发射筒与连用型PF-98的发射筒相比，除了有以上所述的部件的改进以外，其余结构则与PF-98完全相同。

### 脚架
营用型PF-98A仍采用三脚架，但在局部设计上进行了改进；连用型PF-98A的脚架改进较大，取消原PF-98的小型三脚架，并且改为两脚架。

#### 三脚架
营用型PF-98A的三脚架取消了左后架腿和右后架腿上的锁紧套，只保留了前架腿上的锁紧套，并增设了一个扳把用以控制脚架的架设和撤收。架设时向前旋转扳把，然后拧松前架腿锁紧套，即可将脚架同步展开，这样比原PF-98架设时的操作过程比较简单。为保障使用者安全，PF-98A的三脚架除了可以架设成跪姿射击、卧姿射击的高度以外，还可以架设成大射角射击的高度。后者則需要向后旋转扳把，使扳把轴与前架腿上的棘齿脱开，然后拧松前架腿锁紧套，将三脚架架设成大射角射击的高度。此时三脚架中心距地面的高度相比跪姿射击会更高一些，有利于保护使用者。解決了原PF-98需要向远距离发射多用途弹时，由于射角较大和发射筒的尾部距地面较近，导致发射火箭弹的时候后喷火焰影响使用者。

#### 两脚架
连用型PF-98A的两脚架主要由两条架腿、调节转块、架腿簧、卡笋柄等组成。两脚架平时不安装在发射筒上，而可呈折叠状态放在背具中。当进行卧姿或于堑壕内射击时，可在发射筒上安装两脚架。安装时，首先转动调节转块，两条架腿即呈打开状态，然后按动卡笋柄，将发射筒上的插轴插入调节转块上的圆孔中，松开卡笋柄即完成架设。撤收时则按照相反的顺序操作即可。

### 瞄准装置
PF-98A的瞄准装置包括简易火控系统、白光瞄准镜和通用微光瞄准镜。其中营用型配备简易火控系统，连用型配备白光瞄准镜，两型均配备统一的通用微光瞄准镜。

#### 简易火控系统
营用型PF-98A配备的火控系统不论是外形还是内部构造、软件系统都比原营用型PF-98的火控系统有大幅度的改进。PF-98A式火控系统可对固定和运动目标实施直接瞄准、跟踪、测距、测速，自动解算射击诸元，多弹种、全射程自动装定距离表尺及方位提前量，以光点的形式给出瞄准点。该火控系统体积小，质量轻，操作使用方便，具有良好的人机工效和故障自检功能。
PF-98A式火控系统由主机、激光触发按钮、电池及备附件等组成。
主机由光学瞄准装置及激光測距儀、LED光点装置、手动装表机构及弹道解算装置、燕尾槽连接机构等组成。
光学瞄准装置、激光测距仪（主要由激光接收装置、激光发射装置组成）及LED光点装置均设置在营用型简易火控主机的内部。光学瞄准装置与激光接收装置使用相同物镜，该物镜位于朝向目标的透镜窗内部左侧；激光发射装置使用独立物镜，该物镜位于透镜窗内部右侧。
位于透镜窗右侧的手动装表机构包括表尺辅助分划和表尺本分划等装置，主要是在火控系统无法自动装表射击时使用。设置在营用简易火控系统的底部的激光触发按钮的外接电缆插座通过连接电缆与套装在高低机转把上的激光触发按钮相连，有利于使用者瞄准目标后直接进行测距。
火控系统在朝向瞄准手的一侧设有目镜、倾斜水准器、电池盒和电源开关。倾斜水准器用于调整火控系统的水平位置。电源开关下部设有“内”、“外”、“关”标记。电源开关扳向“内”时使用火控系统内部电池供电；扳向“外”时则使用火控系统外部电源供电；扳向“关”时则关闭火控系统电源。
位于PF-98A的简易火控主机上部的弹道计算机的顶部斜面上配备带有12个键的键盘。键盘上除了“数字”键和“确认”键外，其他各键均划分为白色区域和橙色区域。各键白色区域中的黑色字样表示该键可实现的功能；而橙色区域中的黑色数字表示该键可输入的数字。
固定在营用简易火控主机底部的燕尾槽连接机构由燕尾槽、扳把锁紧机构、方向零位校正机构组成。
PF-98A的火控系统以12伏特充电电池为供电电源；备、附件包含滤光镜、校炮工具等。

#### 连用型白光瞄准镜
连用型白光瞄准镜由瞄准镜、镜外装表机构和燕尾槽连接机构等组成。
瞄准镜由物镜和目镜等组成。瞄准镜的右侧设有电池筒及闪光计时电路盒，左侧设有纵向水准器。电池筒上标有电池极性的“＋”、“—”符号，旋开电池筒盖，可装入或取出电池。PF-98A式连用型白光瞄准镜的电池盒为筒式结构，装入或取出电池比原PF-98时需用工具打开电池盒盖方便。
闪光计时电路盒的上部设有距离装定旋钮、闪光开关和夜间照明开关。闪光计时电路盒在朝向瞄准手的一侧，设置有电源指示灯。连用型PF-98A的闪光计时电路盒功能与原PF-98的闪光电路装置一样，用于对运动目标射击时，测定方向提前量。
镜外装表机构设在瞄准镜下方，由高低本分划圈、高低辅助分划圈、高低手轮等组成。高低本分划圈套装在高低旋转轴的右侧，通过4个螺钉压紧固定；高低辅助分划圈套装在高低手轮（也称为表尺转螺）上，通过螺栓压紧固定。进行高低零位校正时，可松开高低旋转轴右侧的4个螺钉及高低手轮上的螺栓，用手转动高低本分划圈及高低辅助分划圈，使它们准确地归零，校正完毕后将4个螺钉及螺栓固紧。
燕尾槽连接机构也设在光学瞄准镜的底部，其与火控系统的燕尾槽连接机构完全相同，由燕尾槽、扳把锁紧机构和方向零位校正机构组成。

#### 通用微光瞄准镜
营用型和连用型PF-98A共用一种微光瞄准镜，简化了保障工作，提高了通用性。通用微光瞄准镜可以实施观察、瞄准、测定目标距离和装定武器射角。
PF-98A的通用微光瞄准镜的质量由原PF-98的2公斤（4.41磅）减小到1.2公斤（2.65磅），而且体积小、瞄准精度高、可靠性好，携行方便，可配装在发射筒上作为瞄准镜使用或是单独于夜间观察时作为观察指挥镜使用。
通用微光瞄准镜主要由物镜、目镜、镜身和燕尾槽连接机构等组成。采用折射式光学系统的物镜的主要作用是收集目标信息，将目标成像到像增强器的阴极面上。物镜前端设有的物镜护罩的端面上开有一个小孔，该孔在强光条件下检查瞄准镜的时候可减少进入瞄准镜的光强度，起到保护像增强器的作用。在夜间使用微光镜的时候可将物镜护罩取下以增加入射的光强度。
用来观察荧光屏上的光学图像的目镜上设置有视度调节手轮和带叶片的眼罩。通过转动视度调节手轮来实现视度调节，眼罩中的叶片在受到眼睛部位的压力时会自动打开以便观察目标；叶片于无压力时会自动关闭，避免荧光屏上的光束射出而暴露自身。
镜身内部装有像增强器和分划板。镜身上设有电池盒、旋转开关、方向调节机构（含分划方向调节手轮、分划高低调节手轮等），镜身与物镜的结合部位设有调焦手轮。
电池盒用于盛装电池；旋转开关是电源的控制开关，旋动该开关，像增强器即开始工作；分划方向调节手轮和高低调节手轮用于分划板方向和高低的调节；转动调焦手轮可调节焦距；像增强器是微光瞄准镜的核心器件，它的作用是将亮度微弱的目标图像，通过光—电—光的形式转换，形成亮度增强的光学图像。
燕尾槽连接机构也设在微光瞄准镜的底部，用于与营用型或连用型火箭发射筒的瞄准装置固定器相连接。

### 附件
PF-98A的附件组成与原PF-98的基本相同，主要包括背具、测风仪、防护背心、耳塞、校靶器材、检测器、充电机、标杆、洗炮刷、Ｕ型支架及随用工具等。

## 炮彈
与原PF-98一样，PF-98A可以配用的四种不同的火箭弹，分別是高爆反战车火箭弹、多用途火箭弹、云爆火箭弹和随PF-98A研制的攻坚火箭弹。

### 高爆反战车火箭弹
PF-98A的高爆反战车火箭弹（英語：High Explosive Anti Tank，简称：HEAT；又称：破甲火箭弹）与PF-98的高爆反战车火箭弹的结构及破甲性能基本相同，但对前者的结构进行了部分改进，主要改进有三个方面：
1. 采用轻型材料，全弹质量由8.03公斤（17.7磅）减为7.91公斤（17.44磅）。
2. 在发射发动机的点火具上增设减速伞。火箭弹在发射时，点火具残体与减速伞以较大的能量向后抛出，在空气动力的作用下，减速伞很快张开，产生的阻力大大降低了点火具残体的后抛速度，后抛距离缩短一半以上。因此发射筒后部的安全距离大大缩短，使火箭弹发射位置的选择范围更大。
3. 采用了不同的保护装置。PF-98A式破甲火箭弹的保护装置改为短路保护插针，包装筒内壁上取消了导电带，不仅减轻了包装筒的质量，而且射击时拔掉插针，即可解除勤务保险。这一改进使运输中的安全性更高，也使发射时的操作更加简单。

### 多用途火箭弹
PF-98A的多用途火箭弹除了采用了新型材料以减轻全弹质量（由9.15公斤减为7.42公斤）以外，其他方面则与PF-98的基本相同。

### 云爆火箭弹
与PF-98的基本相同。

### 攻坚火箭弹
攻坚火箭弹主要用于对钢筋混凝土工事进行开孔，并具有随进杀伤功能，也可对均质装甲实施破甲。

#### 主要结构
攻坚火箭弹与多用途火箭弹、云爆火箭弹在外形上完全相同，辨别攻坚火箭弹的方法是其弹体上带有“DZD”标记。
从内部结构方面来比较，攻坚火箭弹与多用途火箭弹、云爆火箭弹的主要区别是引信及战斗部的部件构成不同。除此之外，发动机、稳定装置及后筒的结构无明显差异。
攻坚火箭弹的战斗部由主战斗部、随进弹及弹托等组成。主战斗部由外罩帽、弹体、L药柱、下药柱及主引信等组成。随进弹为小型预制破片杀伤弹，由随进弹体、预制破片、药柱、随进引信等组成。主战斗部和发动机通过弹托相连接，弹托同时又是固定随进弹的弹仓。
主引信为机械触發式，随进引信为机械延迟式。
攻坚火箭弹的发射过程与其他弹药相同。

#### 性能诸元
攻坚火箭弹全弹长942毫米（37.09英吋），全弹质量8.6公斤（18.96磅）。对强度等级不低于C35而且厚度为0.8公尺的钢筋混凝土工事，主战斗部射流穿孔尺寸可保证随进弹通过，穿透随进率不小于80％；其对均质装甲钢板在60°着角时的贯穿力为100毫米（3.94英吋），主战斗部的穿透率不小于90％，且随进弹的有效破片密集杀伤半径不小于6公尺。当发射筒配光学瞄准镜时的有效射程为800公尺，配简易火控时则为2,000公尺。
主引信具有双环境力保险机构，筒口保险距离35公尺，安全解除保险距离60公尺，在距筒口70公尺处通过3毫米（0.12英吋）厚胶合板时不发火；具有擦地炸和自毁机构。

#### 作用原理
攻坚火箭弹碰击目标时，头部外罩帽内的碰合开关闭合，使主引信引爆主战斗部，形成金属射流对钢筋混凝土墙体穿孔；同时在主战斗部爆轰力的作用下，随进弹引信解除击针前冲保险，击针击发延期雷管，雷管進入延期起爆状态。随进弹依靠惯性克服主戰鬥部爆轰力和穿孔中运动所受的阻力，从主战斗部开辟的通孔中通过，进入防御工事内部。当雷管达到延期爆炸时间时，起爆随进弹，杀伤防御工事内的有生力量。

## 使用國
| 國家           | 組織名稱       |
| -------------- | -------------- |
| 中华人民共和国 | 中国人民解放军 |